# Aerides crispa
Espèce
Aerides crispa est une espèce de plantes à fleurs de la famille des Orchidaceae. C'est une orchidée épiphyte originaire de l'Inde.

## Synonymes
- Aerides brookei Bateman ex Lindl. (1841)
- Aerides brockessii Heynh. (1846)
- Aerides lindleyana Wight (1851)
- Aerides warneri Hook.f. (1890)
- Aerides crispa var. lindleyana (Wight) H.J. Veitch (1891)
- Aerides crispa var. warneri H.J. Veitch (1891)

## Distribution
En Inde, entre 800 m et 1200 m d'altitude.

## Illustrations

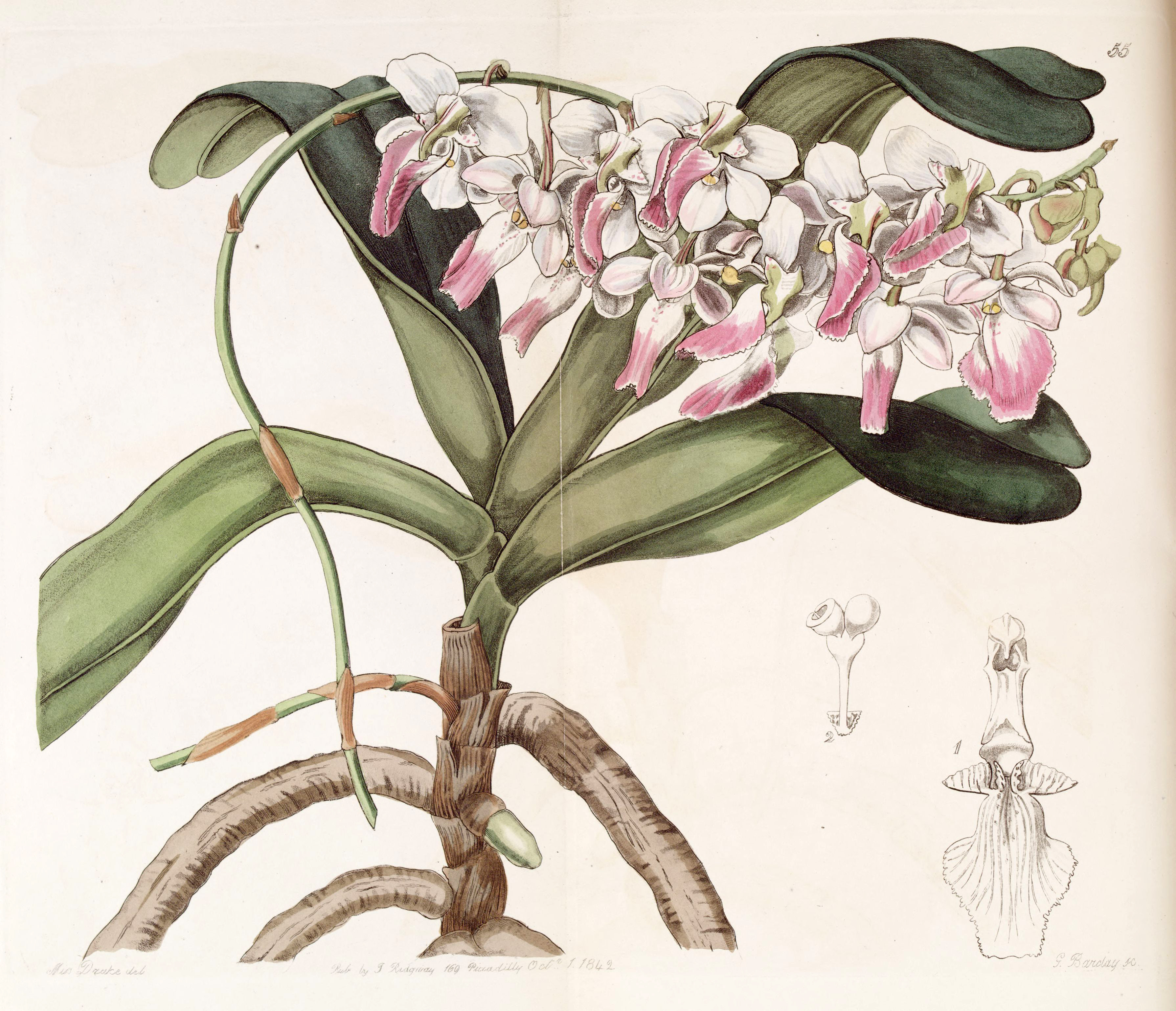
Aerides crispa The Botanical Register 1842.
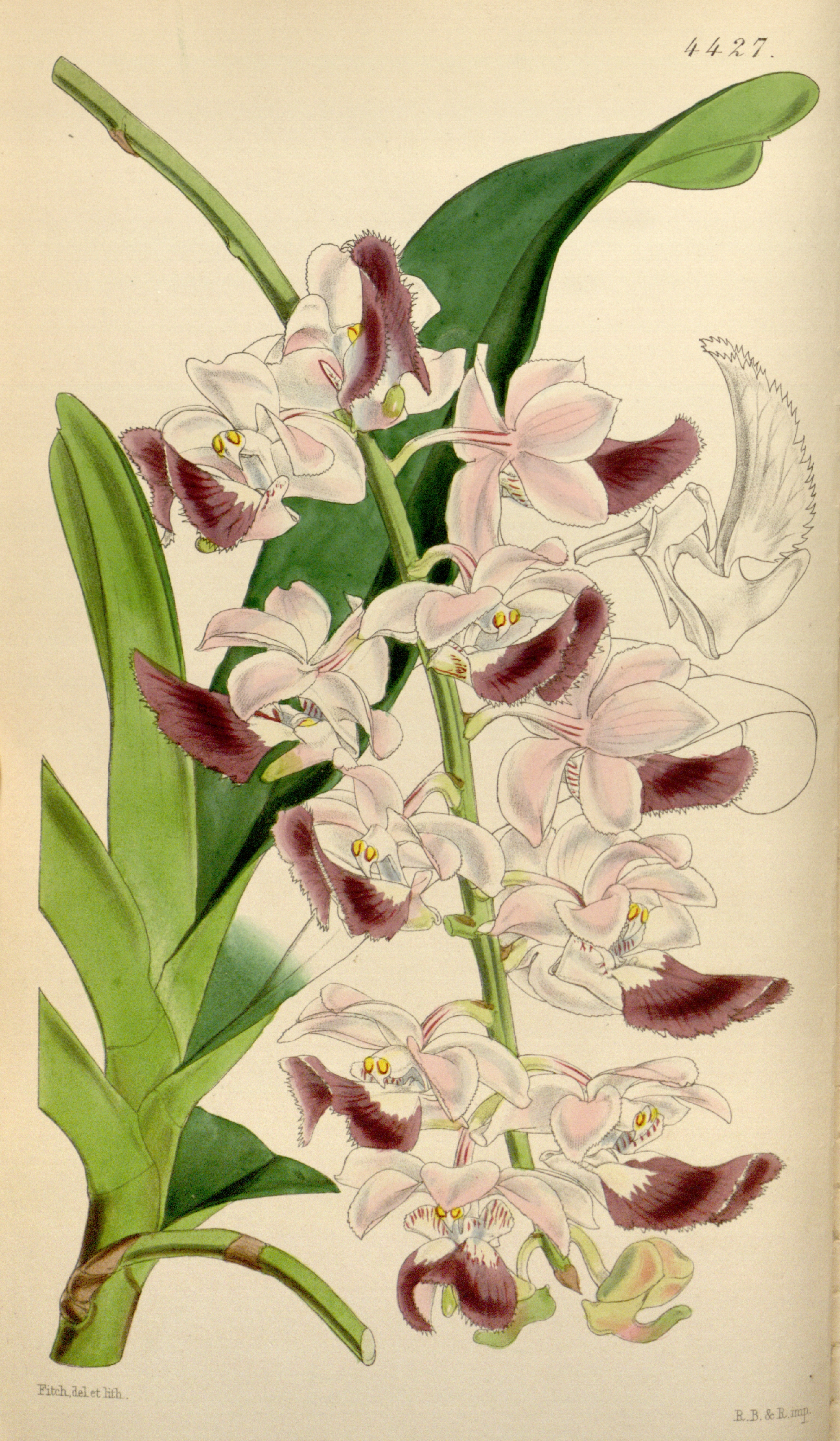
Aerides crispum Curtis's Botanical Magazine 1849.
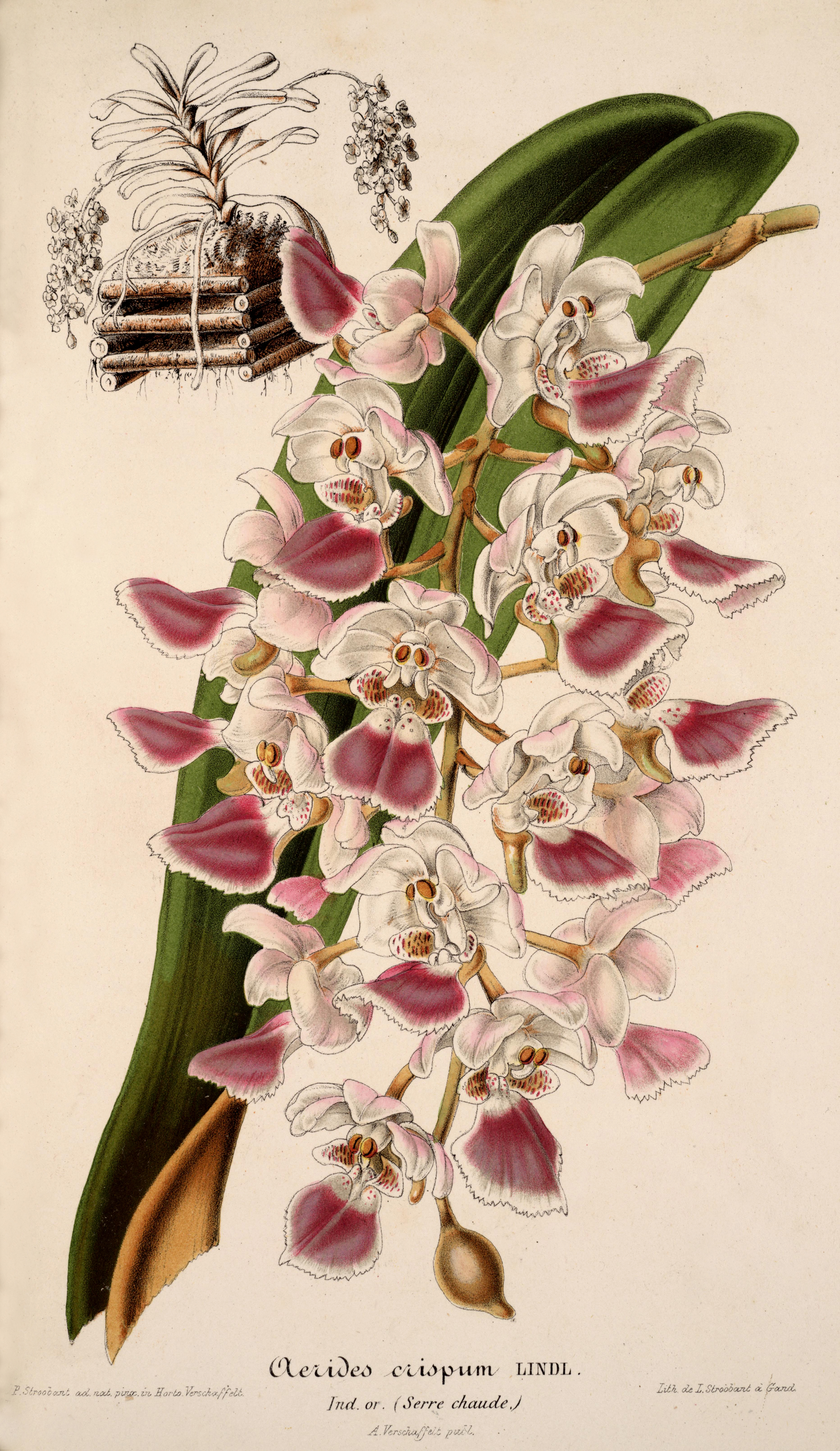
Aerides crispum Charles Antoine Lemaire 1857.
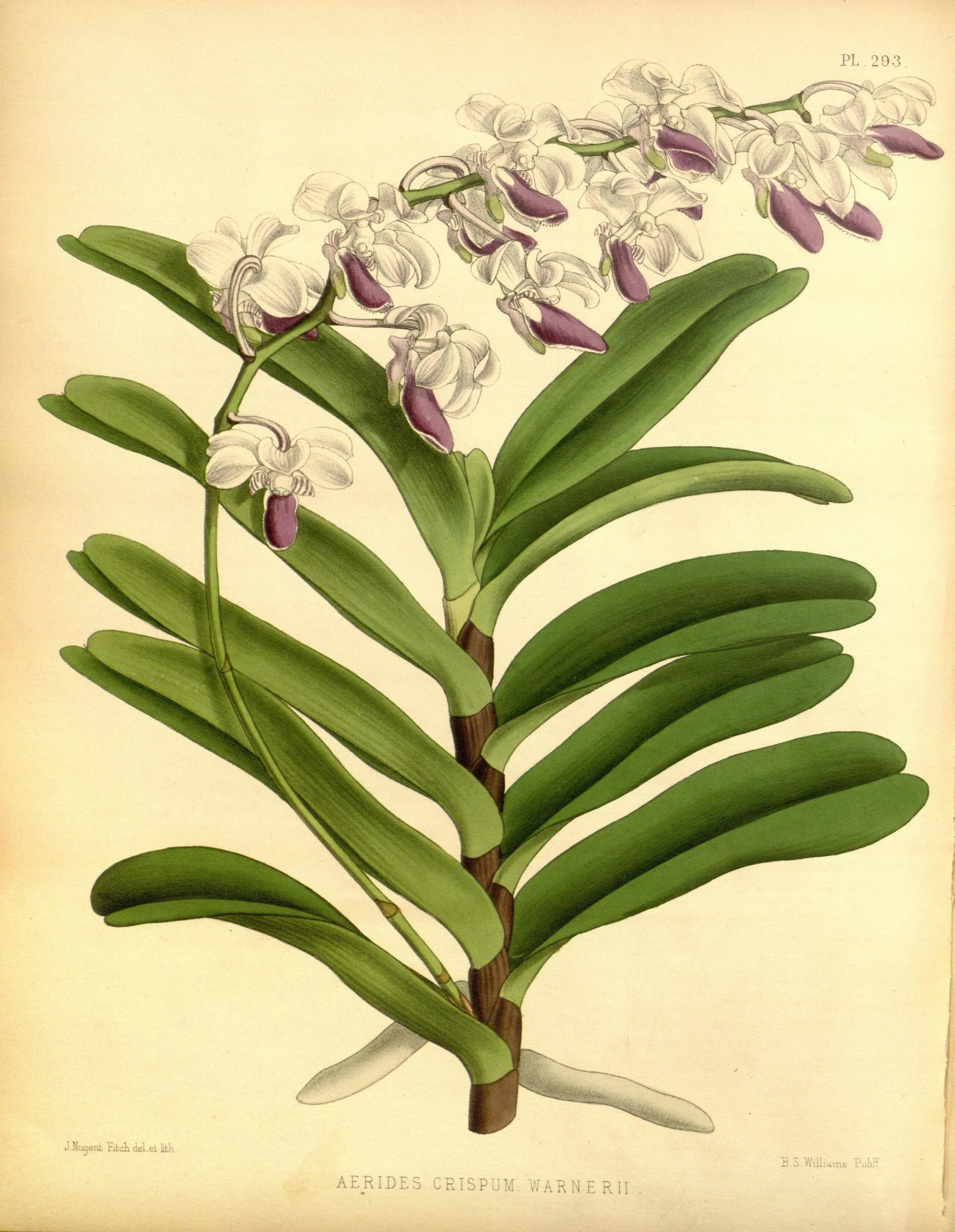
Aerides crispum The Orchid Album 1897.